# سباستین شوپان
سباستین شوپان (انگلیسی: Sebastian Schuppan؛ زادهٔ ۱۸ ژوئیهٔ ۱۹۸۶) بازیکن فوتبال اهل آلمان است.
از باشگاه‌هایی که در آن بازی کرده‌است می‌توان به باشگاه فوتبال پادربورن، باشگاه فوتبال دینامو درسدن، باشگاه فوتبال آرمینیا بیله‌فلد، باشگاه فوتبال انرژی کوتبوس، و باشگاه فوتبال وورتسبورگ کیکرز اشاره کرد.